# Casper Elgaard
Casper Elgaard, född 5 april 1978, är en dansk racerförare.
Elgaard började sin karriär med karting och gick sedan vidare till Formel Ford. Han har kört standardvagnsracing och blev dansk mästare tre år i rad 2004 – 2006.
Elgaard tävlar numer främst i sportvagnsracing och Le Mans Series. Han har kört ett flertal Le Mans-lopp och 2009 vann han LMP2-klassen tillsammans med Kristian Poulsen och Emmanuel Collard.